# Сабахудин Мурановић
Сабахудин Мурановић "Муран" (Пријепоље, 18. новембар 1968) награђивани је стрип цртач, илустратор, карикатуриста из Србије. Најпознатији је по сатиричном дневном стрипу и карикатурама за београдски лист Данас. Његово примарно занимање је фризер.

## Биографија
Бави се и сликарством (уље и акварел), графиком, барељефом, најчешће у реалистичком и хиперреалистичком стилу. Опробао са и у позоришној уметности, глумећи у пет представа са позоришним ансамблом при Дому културе у Пријепољу. Иако му је стрип близак још од дјечаких дана, озбиљније се стрипом почиње бавити тек након девесесетих. Након побједе на Конкурсу београдског листа "Данас" почиње да објављује своје сатиричне стрипове и карикатуре у "Данас", али и у другим листовима ("Диван", "Полимље"...). Објављивао је у многим стрип-часописима и магазинима у Србији и иностранству. Стрип-албум "Приче из Југославије", према сценарију Предрага Ђурића, објављује 2015. године за издавачку кућу Rosencrantz, након чега следи објављивање и других стрипова. Један је од цртача балканског серијала "Вековници", по сценарију Марка Стојановића. Са Стојановићем је сарађивао на пројекту "Линије фронта" и на стрипу "До пакла и назад". У издању издавачке куће "Форма Б" 2018. објавио је стрип књигу дневних стрип-каишева из новина "Данас" под називом "Јуче, Данас, Сутра". У августу 2018. за издавачке куће "Форма Б" објавио је графичку новелу "Хајдуци" у сарадњи са Борком Брајовићем и Стојановићем.
Оснивач је, аутор програма и водитељ Школе стрипа. илустрације и карикатуре "Мебијус" у Пријепољу. Имао четрдесетак изложби у Србији и ван ње. Члан је Удружења стрипских уметника Србије.

## Уметнички опус
Сабахудин Мурановић бави се различитим уметничким областима, међу којима се издвајају:
- Примењена графика
- Сликарство
- Барељеф, рељеф
- Комбинована техника
- Илустрација девете уметности
- Функционална уметност

## Едукативни рад
Сабахудин Мурановић је предавач и модератор у оквиру многобројних фестивалских пројеката и едукативних центара за децу и младе. На подручју целог Балкана учествовао је у реализацији програма у оквиру пројекта подстицања културе.

## Дела
Његова дела представљају спој историје, књижевности, драмске уметности, духовности и адаптација народних песама о српским јунацима. Његове илустрације красе многе књиге и издања у земљи и иностранству, као и часописе и дневну штампу, где се истичу креативне карикатуре.

#### Оснивач МЕБИЈУС-а
Мурановић је оснивач независне школе и едукативног центра за децу и младе "Мебијус" у Пријепољу.

#### Хуманитарни рад
Иза себе има 38 плодоносних самосталних и безрезервних хуманитарних изложби, о којима никада није транспарентно говорио. Његов рад је често усмерен ка хуманитарним циљевима.

#### Књижевна дела
Његових девет самосталних адаптираних књижевних дела говоре више од речи о његовом таленту и посвећености уметности.

## Награде и признања
- Награда "Миодраг Величковић Мивел" за сатирични стрип, Балканска смотра младих стрип аутора, Лесковац, 2013.
- Награда за сценарио Међународног салона стрипа у Београду, 2014. за стрип "Свет од сенки".
- Награда за најбољег цртача на Међународном салону стрипа у Велсу 2020. за стрип "Јефтино и скупо"  који је урадио заједно са сценаристом Мaрком Стојановићем.
- Добитник је многобројних награда, укључујући Златни Гранд При за децентрализацију девете уметности.